# Snědek hřebenitý
Snědek hřebenitý (Ornithogalum boucheanum, syn. Honorius boucheanus) je druh jednoděložné rostliny z čeledi chřestovité (Asparagaceae). V minulosti byl řazen do čeledi hyacintovité (Hyacinthaceae), případně do čeledi liliovité v širším pojetí (Liliaceae s.l.). Někteří autoři, jako třeba Dostál 1989, ho dávali do samostatného rodu Honorius, česky pak snědovec hřebenitý.

## Popis

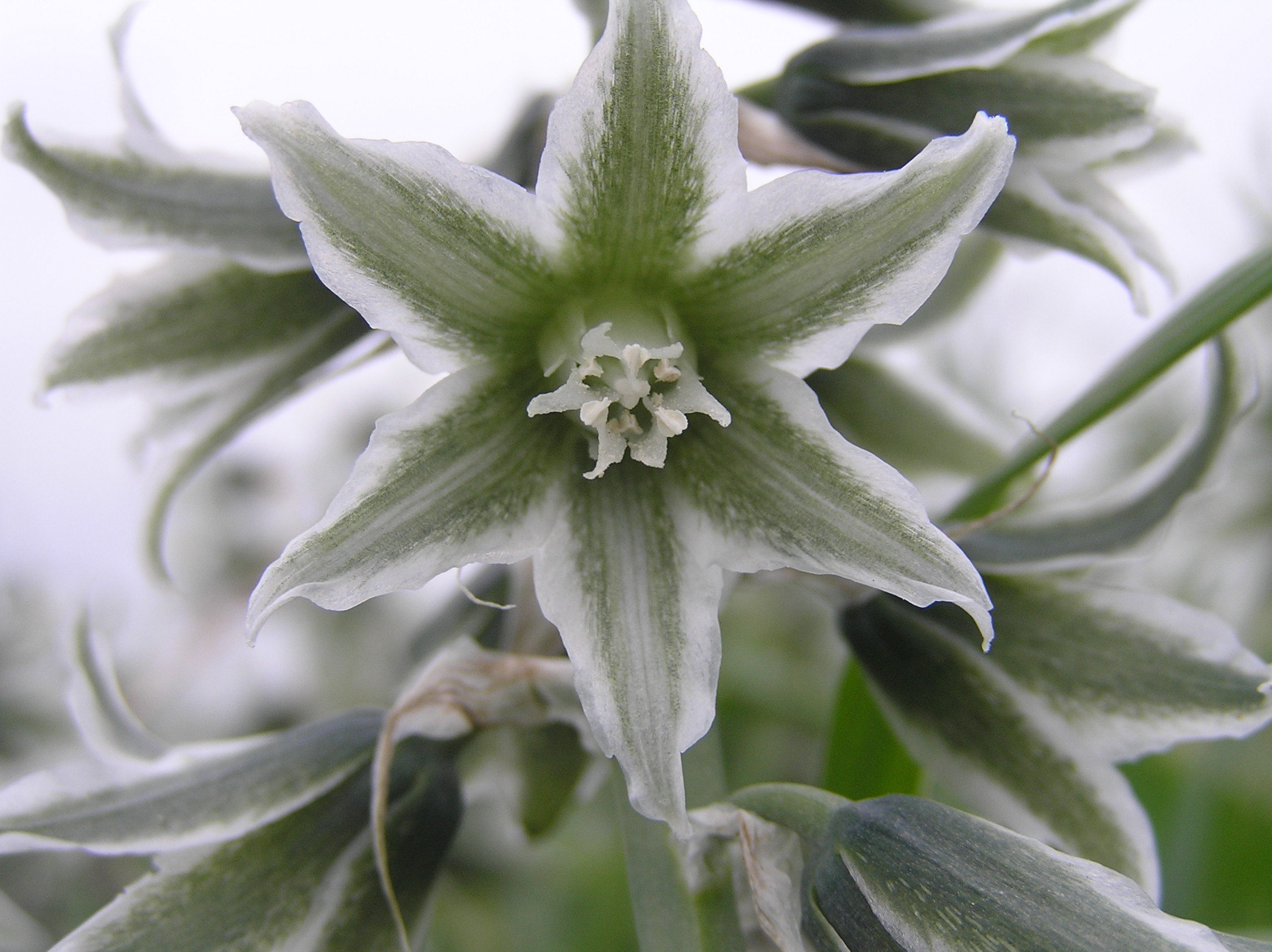
Detail květu

Jedná se o asi 20–50 cm vysokou vytrvalou rostlinu s vejčitou podzemní cibulí, až 3,5 cm v průměru. Listy jsou jen v přízemní růžici, přisedlé, nejčastěji 3-4 z jedné cibule. Čepele jsou čárkovité, svěže zelené, za květu už často odumřelé, asi 5–20 mm široké. Květy jsou v květenstvích, kterým je hrozen, který je hustý a všestranný, obsahuje nejčastěji 15-20 květů, listeny na bázi květních stopek jsou kratší než květní stopky. Okvětních lístků je 6, jsou volné, asi 15–20 mm dlouhé. Jsou nazelenale bílé barvy, na vnější straně mají uprostřed široký zelený pruh, který prosvítá i na vnitřní stranu. Tyčinek je 6, nitky vnitřních tyčinek mají uprostřed lištu, která je pod prašníkem zakončena výrazným zoubkem. Gyneceum je srostlé ze 3 plodolistů, čnělka je kratší než semeník. Plodem je tobolka bez zobánku..

## Rozšíření ve světě
Snědek hřebenitý roste převážně v jihovýchodní Evropě s mírným přesahem do jižní části střední Evropy, na východ přesahuje do západní Asie, Anatolie, avšak i jinde v Evropě může být zplanělý,.

## Rozšíření v Česku
V ČR roste přirozeně jen v nížinách jižní Moravy. Najdeme ho ve světlých lesích, včetně akátin, po příkopech, na mezích a na písčinách.